# Fritz Machatschek

Fritz Machatschek (ca. 1935)

Fritz Machatschek (* 22. September 1876 in Wischau, Österreich-Ungarn; † 25. September 1957 in München) war ein österreichischer Geograph (Physische Geographie, Geomorphologie). Er war Professor für Geographie an der Ludwig-Maximilians-Universität München.

## Leben und Werk
Machatschek studierte nach dem Abitur in Kremsier 1894 Geographie und Geologie an der Universität Wien, an der er 1900 bei Albrecht Penck promoviert wurde. Danach war er von 1900 bis 1915 Lehrer im höheren Schuldienst. Er habilitierte sich 1906 in Wien, war dort Privatdozent und unternahm 1911 und 1914 Forschungsreisen nach Turkestan und das Tian Shan. 1915 wurde er ordentlicher Professor für Geographie an der Karl-Ferdinands-Universität Prag, 1924 an der ETH Zürich, 1928 an der Universität Wien und 1935 in München, was er bis 1946 blieb. Von 1936 bis 1951 leitete er das Südost-Institut in München. Von 1949 bis 1951 war er Professor in Tucuman in Argentinien.
Im Jahr 1933 wurde er zum Mitglied der Leopoldina gewählt. Außerdem war er ab 1938 ordentliches Mitglied der Bayerischen Akademie der Wissenschaften, aus der er jedoch 1946, kurz nach seiner Wahl zum Sekretär der mathematisch-naturwissenschaftlichen Klasse, wieder austrat. Darüber hinaus war Machatschek Träger der silbernen Carl-Ritter-Medaille der Gesellschaft für Erdkunde (1923) sowie der Franz-von-Hauer-Medaille der Österreichischen Geographischen Gesellschaft (1956). Seit 1960 trägt der Mount Machatschek in der Antarktis seinen Namen.
Machatschek gehörte den Vereinen deutscher Studenten Saxonia Prag, Saxo-Cheruskia Wien und Asciburgia Wien sowie der Akademische Burschenschaft Markomannia Wien an.

## Schriften
- Der Schweizer Jura. Versuch einer geomorphologischen Monographie, Gotha 1905
- Die Ergebnisse der Forschung am Nord- und Südpol, 1910 (Digitalisat)
- Das westliche Tienschan. Ergebnisse einer geographischen Studienreise, Gotha 1912
- Gletscherkunde, Leipzig 1902, 2. Auflage 1917
- Geomorphologie, Leipzig 1919, 9. Auflage 1968 (weitere Auflagen von seinem Schüler Hans Graul herausgegeben)
- Physiogeographie des Süßwassers, Leipzig 1919
- Die Alpen, Leipzig 1908, 3. Auflage 1929
- Landeskunde von Russisch-Turkestan, Stuttgart 1921
- Morphologische Untersuchungen in den Salzburger Kalkalpen, Berlin 1922
- Länderkunde von Mitteleuropa, Leipzig 1925
- Landeskunde der Sudeten- und Westkarpatenländer, Stuttgart 1927
- Allgemeine Länderkunde von Nordamerika, Hannover 1928
- Die Tschechoslowakei, Weltpolitische Bücherei 8, Berlin 1928
- Europa als Ganzes, Wien 1929
- Das Relief der Erde. Versuch einer regionalen Morphologie der Erdoberfläche, 2 Bände, Berlin 1938, 1940, 2. Auflage 1955